# Edward Everett Horton
Edward Everett Horton (* 18. März 1886 in Brooklyn, New York; † 29. September 1970 in Encino, Kalifornien) war ein US-amerikanischer Schauspieler. Von 1922 bis zu seinem Tod spielte er in fast 150 Spielfilmen, überwiegend in komödiantischen Nebenrollen.

## Leben
Edward Everett Horton wurde in Brooklyn geboren, seine Vorfahren waren schottischer, englischer und deutscher Herkunft. Vom Oberlin College wurde er als Student wegen rebellischen Verhaltens verwiesen, woraufhin er in einem Schülerstreich mit einer Strohpuppe vorspielte, er würde vom Schulgebäude springen. Er besuchte anschließend das Brooklyn Polytechnic sowie die Columbia University.
Ab 1906 trat der 20-jährige Horton als Sänger und Tänzer im US-Vaudeville auf, 1912 hatte er ein erstes Engagement am Broadway. 1919 zog er nach Hollywood, um dort beim Film zu arbeiten. Drei Jahre später hatte er eine erste größere Rolle in der Stummfilm-Komödie Too Much Business. Einen seiner bekanntesten Stummfilm-Auftritte hatte Horton im Jahre 1926 neben Lillian Gish in King Vidors Drama Mimi. Der Umstieg zum Tonfilm Ende der 1920er Jahre stellte ihn als langjährigen Theaterschauspieler mit ausreichend Spracherfahrung vor keine Probleme. So war er auch in einigen der ersten Tonfilme der Warner Brothers zu sehen.
Im Tonfilm fand er seine Position als Darsteller von überspannt und schusselig wirkenden Figuren, die oft auf umgebende Situationen mit übertriebener Nervosität oder Verzweiflung reagierten. Dabei spielte er in den 1930er und 1940er Jahren in einer Vielzahl von Komödien und Musicals größere Nebenrollen. Er wurde in einigen Filmen von Ernst Lubitsch eingesetzt, unter anderem als erfolgloser Verehrer von Kay Francis in Ärger im Paradies (1932) sowie als französischer Marquis in Blaubarts achte Frau (1938). Für Regisseur Frank Capra spielte er einen Paläontologen im Abenteuerfilm In den Fesseln von Shangri-La (1937), den Leiter der Irrenanstalt in Arsen und Spitzenhäubchen (1944) sowie den Butler Hudgins in Die unteren Zehntausend (1961). Horton trat auch in mehreren Filmen an der Seite des Tanzpaares Fred Astaire und Ginger Rogers auf, so hatte er einen seiner bekanntesten Filmauftritte als tollpatschiger Millionär und Gönner von Astaire im Musicalklassiker Ich tanz’ mich in dein Herz hinein (1935). In der Gesellschaftskomödie Holiday (1930) und der gleichnamigen Neuverfilmung von 1938 spielte er jeweils die Rolle des liebenswerten und unkonventionellen Professors Nick Potter.
Neben seinen Filmrollen spielte Horton weiterhin in Theateraufführungen, zudem arbeitete er zwischen 1945 und 1947 als Moderator der Radioshow Kraft Music Hall. Ab Beginn der 1950er Jahre wirkte er vermehrt für das Fernsehen, neben Gastrollen in Fernsehserien wie I Love Lucy, Dennis, Geschichten eines Lausbuben und Batman arbeitete er als Erzähler für die Zeichentrickserie Rocky and His Friends. Bis zu seinem Tod arbeitete Horton als Film- und Fernsehdarsteller. Sein letzter Film, die Komödie Der 25 Millionen Dollar Preis mit Dick Van Dyke, erschien erst nach seinem Tod in den Kinos.
Horton erlag im Alter von 84 Jahren einem Krebsleiden im kalifornischen Encino, wo er seinen Wohnsitz hatte. Der Schriftsteller F. Scott Fitzgerald lebte Ende der 1930er-Jahre als Mieter eines Bungalows auf Hortons Grundstück. Horton war homosexuell, er hatte unter anderem eine langjährige Beziehung mit dem Schauspieler Gavin Gordon.

## Filmografie (Auswahl)
- 1922: The Ladder Jinx
- 1922: Too Much Business
- 1923: Ruggles of Red Gap
- 1926: La Bohème
- 1926: The Whole Town's Talking
- 1928: Der Schrecken von Piccadilly (The Terror)
- 1930: Holiday
- 1930: Once a Gentleman
- 1931: The Front Page
- 1932: Ärger im Paradies (Trouble in Paradise)
- 1933: Alles für das Kind (A Bedtime Story)
- 1933: Serenade zu dritt (Design for Living)
- 1933: Alice im Wunderland (Alice in Wonderland)
- 1934: Scheidung auf amerikanisch (The Gay Divorcee)
- 1934: Tempel der Schönheit (Kiss and Make-Up)
- 1934: Die lustige Witwe (The Merry Widow)
- 1934: Meine Damen, zugehört! (Ladies Should Listen)
- 1934: All the King’s Horses
- 1935: Biography of a Bachelor Girl
- 1935: Der Teufel ist eine Frau (The Devil Is a Woman)
- 1935: Ich tanz’ mich in dein Herz hinein (Top Hat)
- 1936: Nobody's Fool
- 1937: Engel (Angel)
- 1937: Ein Kerl zum Verlieben (The Perfect Specimen)
- 1937: The Great Garrick
- 1937: Hitting a New High
- 1937: Tanz mit mir (Shall We Dance)
- 1937: In den Fesseln von Shangri-La (Lost Horizon)
- 1937: Danger – Love at Work
- 1938: Blaubarts achte Frau (Bluebeard’s Eighth Wife)
- 1938: Die Schwester der Braut (Holiday)
- 1939: That's Right – You're Wrong
- 1941: Urlaub vom Himmel (Here Comes Mr. Jordan)
- 1941: Sunny
- 1941: Mädchen im Rampenlicht (Ziegfeld Girl)
- 1943: Thank Your Lucky Stars
- 1943: Auf ewig und drei Tage (Forever and a Day)
- 1943: The Gang’s All Here
- 1944: Sommerstürme (Summer Storm)
- 1944: Arsen und Spitzenhäubchen (Arsenic and Old Lace) (gedreht 1941)
- 1944: Brasilianische Serenade (Brazil)
- 1945: Die Dame im Zug (Lady on a Train)
- 1946: Cinderella Jones
- 1947: Eine Göttin auf Erden (Down to Earth)
- 1955: Max Liebman Presents: The Merry Widow (Fernsehfilm)
- 1957: The Story of Mankind
- 1959–1961: Rocky and His Friends (Fernsehserie, 36 Folgen)
- 1961: Die unteren Zehntausend (Pocketful of Miracles)
- 1963: Eine total, total verrückte Welt (It’s a Mad Mad Mad Mad World)
- 1964: …und ledige Mädchen (Sex and the Single Girl)
- 1965: F Troop (Fernsehserie, 6 Folgen)
- 1966: Batman (Fernsehserie, 2 Folgen)
- 1967: Die tollen Abenteuer der schönen Pauline (The Perils of Pauline)
- 1969: Ihr Auftritt, Al Mundy (It Takes a Thief; Fernsehserie, 1 Folge)
- 1971: Der 25 Millionen Dollar Preis (Cold Turkey)

## Auszeichnungen
Stern auf dem Walk of Fame, 6427 Hollywood Boulevard